# Staatslijn
A Staatslijn egy vasútvonal-kategória Hollandiában. Összesen tíz vonal tartozik ebbe a csoportba.

## Staatslijn-vonalak
Az alábbi vasútvonalak tartoznak ebbe a csoportba:
- Staatslijn A: Arnhem–Leeuwarden vasútvonal;
- Staatslijn B: Harlingen–Nieuweschans vasútvonal;
- Staatslijn C: Meppel–Groningen vasútvonal;
- Staatslijn D: Zutphen–Glanerbeek vasútvonal;
- Staatslijn E: Breda–Eindhoven vasútvonal, Venlo–Eindhoven vasútvonal, Maastricht–Venlo vasútvonal;
- Staatslijn F: Roosendaal–Vlissingen vasútvonal;
- Staatslijn G: a holland része a Viersen–Venlo vasútvonalnak;
- Staatslijn H: Utrecht–Boxtel vasútvonal;
- Staatslijn I: Breda–Rotterdam-vasútvonal;
- Staatslijn K: Den Helder–Amszterdam vasútvonal.